# U.S. National Championships 1917
Gli U.S. National Championships 1917 (conosciuti oggi come US Open) sono stati la 37ª edizione degli U.S. National Championships, sono stati rinominati ufficialmente come National Patriotic Tournament in supporto alle truppe schierate nella prima guerra mondiale. È stata l'unica prova stagionale dello Slam per il 1917, il torneo di singolare maschile si è disputato al West Side Tennis Club nel quartiere di Forest Hills di New York, il doppio maschile al Longwood Cricket Club di Chestnut Hill, i tornei femminili e il doppio misto al Philadelphia Cricket Club di Filadelfia, negli Stati Uniti.
Il singolare maschile è stato vinto dallo statunitense Robert Lindley Murray, che si è imposto sul connazionale Nathaniel W. Niles in quattro set col punteggio di 5–7, 8–6, 6–3, 6–3.
Il singolare femminile è stato vinto dalla norvegese Molla Bjurstedt Mallory, che ha battuto in finale in tre set la statunitense Marion Venderhoef. Nel doppio maschile si sono imposti Fred Alexander e Harold Throckmorton. Nel doppio femminile hanno trionfato Molla Bjurstedt e Eleonora Sears. Nel doppio misto la vittoria è andata a Molla Bjurstedt, in coppia con Irving Wright.

## Seniors

### Singolare maschile
Robert Lindley Murray ha battuto in finale  Nathaniel W. Niles con il punteggio di 5–7, 8–6, 6–3, 6–3.

### Singolare femminile
Molla Bjurstedt Mallory ha battuto in finale  Marion Venderhoef con il punteggio di 4–6, 6–0, 6–2.

### Doppio maschile
Fred Alexander /  Harold Throckmorton hanno battuto in finale  Harry Johnson /  Irving Wright con il punteggio di 11–9, 6–4, 6–4.

### Doppio femminile
Molla Bjurstedt /  Eleonora Sears hanno battuto in finale  Phyllis Walsh /  Robert LeRoy con il punteggio di 6–2, 6–4.

### Doppio misto
Molla Bjurstedt /  Irving Wright hanno battuto in finale  Florence Ballin /  Bill Tilden con il punteggio di 10–12, 6–1, 6–3.